# Вест-Корнволл Тауншип (Пенсільванія)
Вест-Корнволл Тауншип (англ. West Cornwall Township) — селище (англ. township) в США, в окрузі Лебанон штату Пенсільванія. Населення — 1992 особи (2020).

## Демографія
Згідно з переписом 2010 року, у селищі мешкало 1976 осіб у 896 домогосподарствах у складі 592 родин. Було 1048 помешкань
Расовий склад населення:
| - 96,9 % — білих - 0,8 % — чорних або афроамериканців - 0,8 % — азіатів - 0,1 % — корінних американців |

До двох чи більше рас належало 1,0 %. Частка іспаномовних становила 2,4 % від усіх жителів.
За віковим діапазоном населення розподілялося таким чином: 16,4 % — особи молодші 18 років, 54,4 % — особи у віці 18—64 років, 29,2 % — особи у віці 65 років та старші. Медіана віку мешканця становила 52,2 року. На 100 осіб жіночої статі у селищі припадало 89,5 чоловіків;  на 100 жінок у віці від 18 років та старших — 86,1 чоловіків також старших 18 років.
Середній дохід на одне домашнє господарство  становив 77 664 долари США (медіана — 56 799), а середній дохід на одну сім'ю — 84 004 долари (медіана — 63 661). Медіана доходів становила 56 875 доларів для чоловіків та 41 765 доларів для жінок. За межею бідності перебувало 8,6 % осіб, у тому числі 12,9 % дітей у віці до 18 років та 7,2 % осіб у віці 65 років та старших.
Цивільне працевлаштоване населення становило 900 осіб. Основні галузі зайнятості: освіта, охорона здоров'я та соціальна допомога — 32,3 %, мистецтво, розваги та відпочинок — 13,9 %, виробництво — 11,8 %.